# Lokšanové z Lokšan
Lokšanové z Lokšan byl slezský rytířský rod, který do Čech přišel v první polovině 16. století.

## Historie

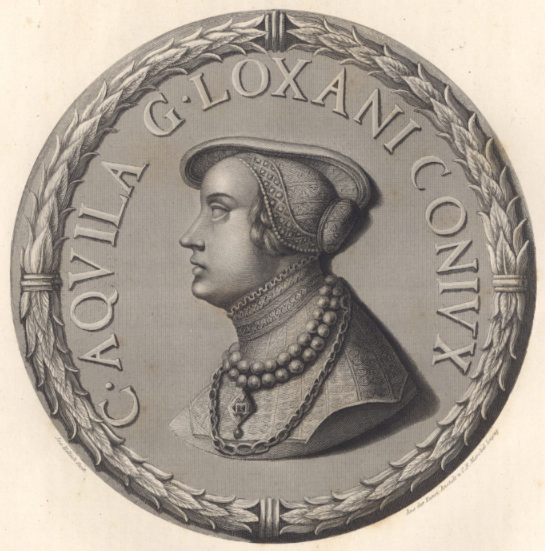
Kateřina Lokšanská z Lokšan (rytina podle originálu od J. V. Hellicha)

Jako první přišel na naše území Jiří z Lokšan (asi 1491–1551) se stal roku 1523 sekretářem krále Ludvíka Jagellonského, poté působil jako královský rada a nakonec jako říšský vicekancléř ve službách habsburského rodu. Od Ferdinanda I. Habsburského získal do zástavní držby panství Kašperk s právem dolování, které však později vyměnil za panství Březnice, kde zahájil přestavbu tamního hradu na renesanční zámek, a Tochovice. 
Přestavbu Březnice dokončila jeho manželka Kateřina, dcera měšťana Jakuba[zdroj?] Adlera ze Špýru, která zde zřídila zámeckou knihovnu roku 1558. Zde se, v lednu 1557, tajně vdala její neteř Filipína Welserová z Augšpurku za arciknížete Ferdinanda Tyrolského a porodila mu zde syna Ondřeje (Andrease).[zdroj⁠?!]
Jejich dcera Kateřina z Lokšan se vdala nejprve za Ladislava ze Šternberka, majitele zelenohorského panství, a po jeho smrti za Jiřího Popela z Lobkovic. Syn Ferdinand z Lokšan sloužil u dvora arciknížete Ferdinanda jako rada. Ferdinandovi synové byli roku 1604 povýšeni do panského stavu a rozdělili si mezi sebe Březnici a Tochovice.

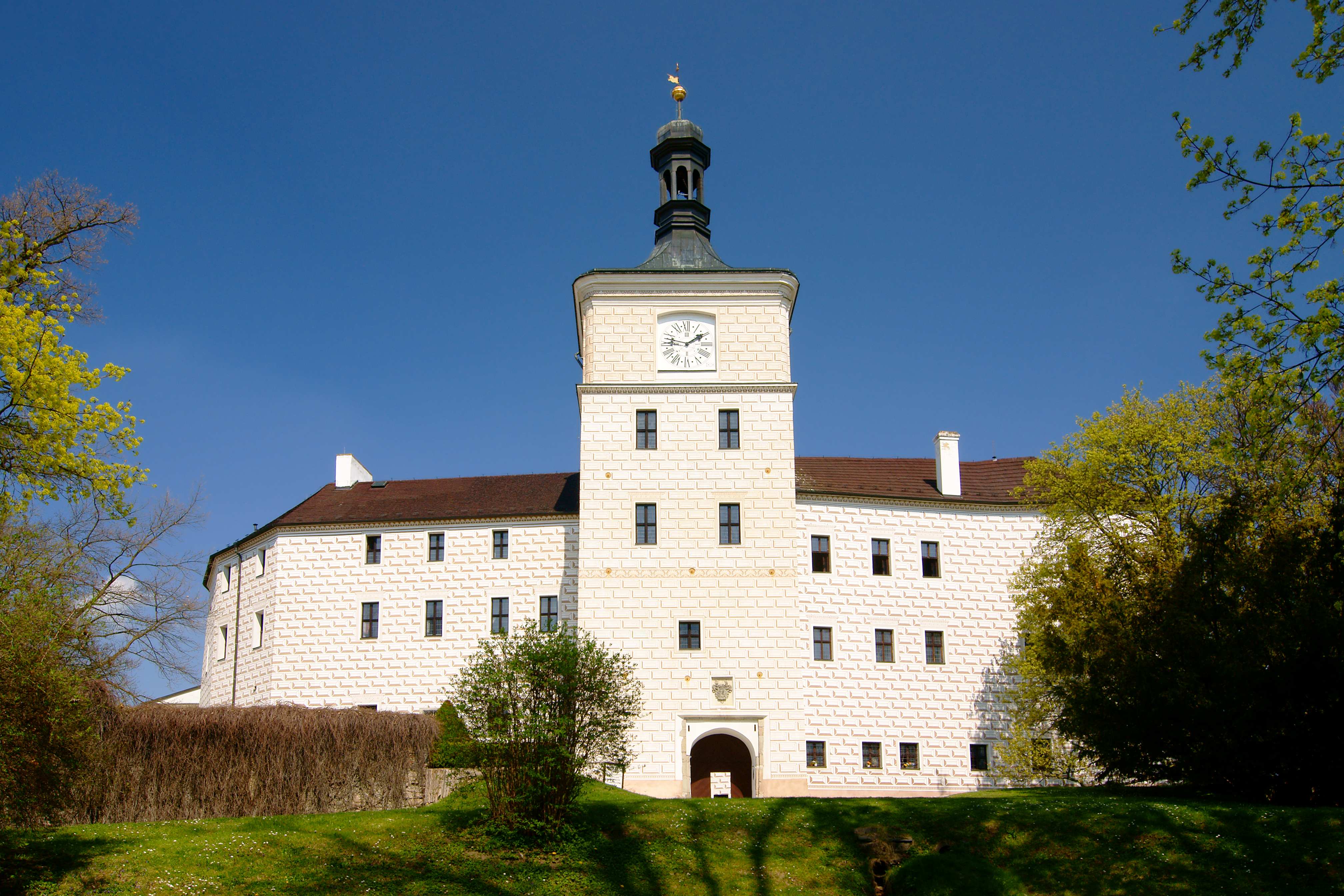
Zámek v Březnici

Účastník stavovského povstání, Adam z Lokšan, doprovázel, krále Fridricha Falckého při útěku z Prahy a zemřel v cizině. Václav za účast na povstání přišel o majetek. Jejich poslední bratr Jiří přestoupil ke katolické církvi a zůstal v Březnici. Rod však v 17. století vyhynul po meči a po přeslici začátkem 18. století.

## Erb
Ferdinand I. rodu udělil znak, který měl v prvním a čtvrtém pole polovinu černé orlice a polovinu zlaté lilie; zbývající pole byla rozčtvrcena zlatě a červeně.

## Příbuzenstvo
Spojili se s Lobkovici, Šternberky, Šliky, Černíny, Švihovskými či s Koci z Dobrše.